# Peste porcine
Ne doit pas être confondu avec peste porcine africaine.

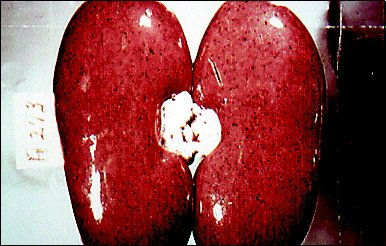
Reins d'un porc atteint de peste porcine : les microhémorragies sont caractéristiques.

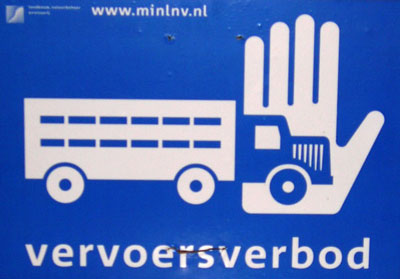
Panneau néerlandais d'interdiction de transport des porcs.

La peste porcine classique (ou commune) est une maladie virale contagieuse qui touche les suidés (dont le porc domestique et le sanglier qui en seraient le seul « réservoir sauvage »), sans être transmissible à l'humain.
Faute de traitement efficace connu, les porcs et autres suidés malades doivent être abattus, enterrés ou incinérés dans les conditions sanitaires appropriées et dans le respect de la réglementation locale et internationales (Code OIE). La gravité et la contagiosité du virus rend nécessaire l'identification de la zone infectée, l'élimination des animaux touchés, la désinfection complète du site et le contrôle des déplacements des suidés et matières à risque.

## Description
Le responsable de la peste porcine commune est un virus de la famille des Flaviviridés, du genre Pestivirus (en).
Aire de répartition : ce virus est présent dans l'essentiel de l'Asie, de l'Amérique centrale et de l'Amérique du Sud ainsi que dans certaines parties de l'Europe et de l'Afrique. De nombreux pays sont considérés comme indemnes (voir mises à jour de l'OIE). 
Résistance/sensibilité : ce virus résiste au froid et à la congélation, et à certains traitements de la viande (conservateurs, fumage) ainsi (partiellement) qu'à une chaleur modérée (jusqu'à 56 °C) et donc dans une viande mal cuite. 

Il est inactivé à un pH < 3,0 ou > 11,0 rarement atteint dans la nature. Il est sensible à l'éther, au chloroforme et à la β-propiolactone à 0,4 % et inactivé par le crésol, l'hydroxyde de sodium (2 %), le formol (1 %), le carbonate de sodium (anhydre à 4 % ou sous forme cristalline à 10 %, avec 0,1 % de détergent), les détergents ioniques ou non ioniques et les iodophores forts (1 %) dans l'acide phosphorique
Incubation : 2 à 14 jours.

## Transmission
La contamination peut se faire :
- par ingestion, contact avec la conjonctive ou les muqueuses, écorchures, insémination, pénétration sanguine percutanée ;
- par les sécrétions, excréments, urine et autres excrétas (sperme, sécrétion glandulaires), sang, lors d'un contact entre animaux (infection transplacentaire possible ; le porcelet infecté in utero excrétant ensuite le virus durant plusieurs mois) ;
- grâce à la propagation par les personnes, et par les fomites (outils, véhicules, bottes, vêtements, instruments, aiguilles, etc.) contaminées dans les élevages ;
- par contact indirect via des locaux ou lieux contaminés (souilles de sangliers ?) ;
- par la distribution aux porcs ou sangliers de déchets alimentaires mal cuits.

## Diagnostic clinique

### Forme aigüe
- Fièvre (41 °C), anorexie, hyperémie multifocale et lésions cutanées hémorragiques, conjonctivite, avec cyanose cutanée, notamment des zones distales (oreilles, pattes, queue, groin)
- Anomalies digestives : constipation passagère puis diarrhée, avec vomissements (occasionnels)
- Anomalies respiratoires : dyspnée, toux
- Modification comportementale : les animaux s'entassent et sont léthargiques
- Mort en 5 à 15 jours après les premiers symptômes, avec près de 100 % de mortalité chez les jeunes

### Forme chronique
- Abattement, appétit irrégulier, fièvre, diarrhée (durant jusqu'à un mois)
- Une convalescence apparente est suivie d'une rechute entraînant la mort

### Forme congénitale
Elle est caractérisée par un tremblement congénital, une asthénie musculaire, un retard staturopondéral et évolue vers la mort en quelques semaines à plusieurs mois. Le tableau clinique est normal mais la virémie persistante, sans réponse immunitaire
Il existe une forme atténuée (chez les femelles), caractérisée par :
- une hyperthermie et appétit irrégulier ;
- la naissance de porcelets vivants, mais congénitalement atteints et contagieux, ou ;
- la mort fœtale (avec résorption fœtale, momification, mortinatalité et rarement avortement).

## Lésions

### Forme aigüe
- Leucopénie et thrombopénie, pétéchies et ecchymoses disséminées, dont sur la peau, le larynx, la vessie, les reins et la valvule iléocécale, ainsi que sur les ganglions lymphatiques qui sont souvent tuméfiés et hémorragiques.
- Infarcissement multifocal de la bordure splénique (typique mais pas systématique)
- Encéphalomyélite avec manchon périvasculaire

### Forme chronique
- Rares lésions hémorragiques et inflammatoires
- Ulcères en bouton, sur le cæcum et le gros intestin
- Déplétion généralisée du tissu lymphoïde

### Forme congénitale
- Dysmyélinogenèse centrale, hypoplasie cérébelleuse ; microcéphalie, hypoplasie pulmonaire, hydropisie et autres malformations.

## Diagnostic différentiel
Cette virose ne doit pas être confondue avec : 
- Peste porcine africaine (prélèvements et analyses indispensables)
- diarrhée virale bovine
- Salmonellose
- Rouget du porc
- Pasteurellose aigüe
- encéphalomyélites virale autres que celle-ci
- Streptococcie
- Leptospirose
- Intoxication coumarinique

Le diagnostic biologique fait l'objet de procédures et informations précisées par un Manuel de l'OIE, s'appuyant sur :
- l'immunofluorescence directe (sur coupes d'organes, effectuées au cryostat)
- l'isolement du virus en culture cellulaire, avec détection par immunofluorescence par immunoperoxydase, et confirmation par anticorps monoclonaux.

Les tests sérologiques se font à partir d'échantillons prélevés sur amygdales, ganglions lymphatiques (pharyngés, mésentériques), rate, reins, iléon distal, sang dans EDTA (pour animaux vivants) et sont à réfrigérer et rapidement envoyer au laboratoire.
Les tests sont :
- Neutralisation virale révélée par les anticorps liés à la peroxydase
- Neutralisation virale révélée par les anticorps fluorescents
- Test ELISA

On teste aussi les échantillons de sérum provenant d'animaux suspects guéris, de femelles dont les portées ont été suspectées de contamination congénitale ou de suidés surveillés.

## Vaccins
Des vaccins à virus vivant modifié sont efficaces là où le virus est enzootique mais ne permet pas d'éradiquer l'infection. 
Dans les pays indemnes ou dans lesquels l'éradication est en cours, la vaccination est habituellement interdite.

## Prophylaxie
Prévention en amont : elle passe par la surveillance écoépidémiologique et sérologique du virus, et donc par la veille sanitaire, la traçabilité totale des animaux élevés et tués à la chasse, le contrôle des truies et verrats réservés à la reproduction. Elle dépend de la réactivité de la communication entre autorités vétérinaires, vétérinaires, praticiens et éleveurs, la déclaration (obligatoire) des maladies, le contrôle des équarrissages, des importations/exportations de suidés vivants et de leur viande (dont de porc fraîche et traitée pour conservation).
L'OIE recommande la quarantaine systématique des suidés avant intégration à une troupe, ainsi que l'hygiène des lieux d'élevage, la stérilisation efficace des déchets alimentaires distribués aux porcs ou l'interdiction de cette pratique.
Mesures prophylactiques :
- abattage des suidés touchés dans les élevages, avec élimination correcte des carcasses, litières, etc. ;
- identification de la zone infectée, désinfection complète et contrôle du déplacement des suidés à risque ;
- recherche épidémiologique rétrospective et prospective approfondie (⇒ remontée aux sources en amont et étude des contaminations possibles en aval ;
- surveillance de la zone infectée et de la région environnante.

## Aspects légaux et responsabilité
Cette maladie pouvant être source de graves pertes de revenus pour les éleveurs, elle fait l'objet d'un suivi attentif et de mesures sanitaires de précaution. 

L'auteur d'une introduction volontaire de la maladie, ou qui l'introduirait par défaut de respect de la réglementation s'exposerait à des poursuites (Cf. article 1382 du Code civil). Les analyses génétiques permettent maintenant d'apporter des preuves de transfert (1 poil de l'animal suffit). Des souches microbiennes peuvent aussi être génétiquement tracées.

### En France
Des sangliers d'Alsace-Moselle semblent régulièrement contaminés par des sangliers atteints de peste porcine (classique) venant de foyers infectieux situés principalement en Allemagne. La maladie est circonscrite à quelques zones où des mesures sont prises par l'ONCFS et les préfets compétents (battues administratives visant l'éradication des sangliers sur ces sites). La vaccination préventive, faite en avant du front de la maladie présente un intérêt,, et des essais d'amélioration de distribution d'appâts-vaccins, associés à une étude comportementale ont été faits (2010)
L'ONCFS a rappelé (2010) que la maladie est aussi véhiculée par de la nourriture contaminée apportée par certains gestionnaires de chasse, qui risquent des poursuites judiciaires par l'administration  et par des éleveurs dont le cheptel aurait dû être abattu, leurs assureurs, voire par des associations de protection de la nature ou des fédérations de chasseurs investies d'une mission spécifique vis-à-vis de la faune sauvage ; avec lourdes amendes et peines de prison possible.
Un arrêté reprécise les mesures de lutte contre la peste porcine classique et l'arrêté du 2 octobre 2003 établissant certaines mesures de prophylaxie applicables en raison de la présence de la peste porcine classique chez les sangliers sauvages.
En 2018, une épidémie de peste porcine africaine est apparue en août en Chine, tuant 40 000 porcs en moins de 2 mois. La partie Est de l'Europe est touchée, puis le 13 septembre le virus est retrouvé sur 2 cadavres de sangliers en Wallonie à Étalle non loin des frontières française et luxembourgeoise, puis en un mois près de 80 cadavres sont retrouvés dans la région où les porcs semblent épargnés (mais 4 000 d'entre eux dans un périmètre jugé "à risque" ont été abattus par précaution). Curieusement ce foyer est très éloigné des autres situés dans toute la partie orientale de l'Europe, le foyer le plus proche étant situé à plusieurs centaines de kilomètres. Le virus pourrait éventuellement avoir été apporté en Belgique via des aliments à base de porcs ou de sangliers infectés.
En octobre dans une zone française frontalière dite ZOR (zone d'observation renforcée) s'étendant sur 3 départements du Nord-Est (22 communes des Ardennes, 41 de Meuse et 50 de Meurthe-et-Moselle), toute activité forestière (promenade, cueillette, sport, chasse et toute activités professionnelles) a été momentanément interdite par les préfets, de manière à prévenir l’entrée en France de la peste porcine africaine dont les sangliers belges sont porteurs. La Fédération de chasse de Meurthe-et-Moselle et les agriculteurs ont posé une clôture électrifiée sur environ 30 km, restant ouverte là où des routes passent. Là, des répulsifs à sangliers sont supposés empêcher les passages du nord vers le sud. Ces clôtures doivent ensuite aussi permettre une chasse intensive dans cette zone pour y réduire la population de sangliers a précisé Stéphane Travert (ministre de l'Agriculture).  Selon la fédération des chasseurs de Meurthe-et-Moselle la maladie chez les sangliers « avance de 500 m à 2 km par mois. En Belgique, elle a progressé de 4 à 5 km depuis un mois. Et là, elle est à 5 km de la frontière ».

## Épidémies
- 1990 : Allemagne et Belgique.
- 1993 : France, 4 000 porcs abattus.
- 1994 : Allemagne, plusieurs dizaines de milliers de porcs abattus.
- 1997 : Allemagne, puis Pays-Bas, Belgique et Espagne ; 12 millions de cochons bataves[Quoi ?] abattus.
- 2000 : Grande-Bretagne, 10 000 bêtes abattues.
- 2018 : Japon, première épidémie depuis plus de 25 ans, 610 porcs abattus[8].